# Шаш, Хасан
Хаса́н Шаш (тур. Hasan Şaş, род. 1 августа 1976 года) — турецкий футболист, полузащитник; ныне — тренер.

## Карьера

### Клубная
Выступал за клубы «Адана Демирспор», «Анкарагюджю» и «Галатасарай». В 2009 году завершил карьеру игрока.
После чемпионата мира 2002 года игроком заинтересовались «Арсенал», «Нант», «Рома» и «Ювентус». «Галатасарай», за который играл Шаш, потребовал за игрока 8 миллионов фунтов стерлингов, однако Фатих Терим выступил против продажи игрока, рассчитывая построить вокруг него игру команды в сезоне 2002/2003.

### В сборной
С 1998 по 2006 годы провёл 40 матчей и забил 2 гола за национальную сборную Турции, причем оба на чемпионате мира 2002 года, на котором сборная Турции заняла третье место.
Мост в городе Докметепе получил имя Хасана Шаша в знак признания его выступления на чемпионате мира 2002 года.

## Достижения

### Командные
- Чемпион Турции (5): 1998/99, 1999/00, 2001/02, 2005/06, 2007/08
- Обладатель Кубка Турции (3): 1998/99, 1999/2000, 2004/05
- Обладатель Кубка УЕФА: 1999/2000
- Обладатель Суперкубка УЕФА: 2000
- Бронзовый призёр чемпионата мира 2002

### Личные
- Член символической сборной чемпионата мира 2002